# Coenzym-A-Synthase
Coenzym A-Synthetase ist das Enzym, das die letzten beiden Teilschritte in der Biosynthese von Coenzym A katalysiert. Dieses Enzym mit Doppelfunktion ist in allen Tieren zu finden, während Bakterien, Pilze und Pflanzen zwei getrennte Enzyme haben. Beim Menschen ist CoA-Synthetase in allen Gewebetypen im Zytosol auf der Mitochondrien-Membran lokalisiert, besonders stark wird sie in Leber und Nieren produziert.

## Katalysierte Reaktionen
Für jede Teilreaktion ist jeweils eine von zwei getrennten Domänen auf dem Enzym zuständig: 
 + ATP {\displaystyle \rightleftharpoons } 

{\displaystyle \rightleftharpoons }   + PPi
Zunächst wird mithilfe der Phosphopantethein-Adenylyltransferase -Domäne (EC 2.7.7.3) ein Adenylylrest auf 4'-Phosphopantethein übertragen, es entsteht Dephospho-Coenzym A.
 + ATP {\displaystyle \rightleftharpoons } 

{\displaystyle \rightleftharpoons }   + ADP
Dann wird Dephospho-CoA zu CoA phosphoryliert, mithilfe der Dephospho-CoA-Kinase-Domäne (EC 2.7.1.24).